# Tommaso Gallarati Scotti
Tommaso Gallarati Scotti, född 18 november 1878 i Milano, död där 1 juni 1966, var en italiensk författare.
Under sin ungdomstid som modernist grundade Gallarati Scotti tidskriften Il Rinnovamento (1907), som han första utgivningsåret redigerade. Han publicerade ett flertal romaner och dramer men blev främst känd  för sin på mångårig vänskap vilande biografi över Antonio Fogazzaro : La vita di Antonio Fogazzaro (1920, 2:a upplagan 1936). Gallarati Scotti utgav även en värdefull Dantebiografi 1922. Efter andra världskriget var Gallarati Scotti 1945–1947 ambassadör i Madrid, och från 1947 Italiens ambassadör i London.